# 卡迪夫 (紐約州)
卡迪夫（英語：Cardiff）是位於美國紐約州奧農達加縣的非建制地區。

## 歷史
卡迪夫的郵局於1830年設立，其後於1915年停運。

## 地理
卡迪夫所處的海拔為高於海平面186米（即610英呎），而該地所採用的時區為UTC-5，即北美东部时区（EST）。同時該地設有夏令時間，為UTC-5調快一小時，即UTC-4（EDT）。